# Faustkeil von Kirchheimbolanden
Der Faustkeil von Kirchheimbolanden, auch Bolander Faustkeil, ist ein mittelpaläolithisches Werkzeug aus Quarzit, das 1932 in der Nähe von Bolanden (Kirchheimbolanden) in der Pfalz gefunden wurde. Es ist eines der ältesten Werkzeuge in Rheinland-Pfalz, denn es wurde auf ein Alter zwischen 350.000 und 120.000 Jahren datiert. Die gute Erhaltung wurde als Anzeichen für ein eher jüngeres Alter von vielleicht 200.000 Jahren gedeutet. Damit ist es dem Neandertaler zuzuordnen.
Entdeckt wurde der Faustkeil von dem Heimatforscher und Bauern Karl-Heinrich Klag auf dem „mäßig geneigten Nordhang eines west-ost verlaufenden Geländespornes“ namens mittlere „Nußhalle“ am Nordrand der Gemeinde Bolanden. Das in 250 m Höhe entdeckte Artefakt ist 13,05 cm lang, im unteren Drittel 0,85 cm stark, aber nur 3,62 cm dick. Dabei ist die Unterseite des vollständig erhaltenen Werkzeugs flach, die Oberseite hingegen aufgewölbt. Im Längsschnitt läuft der mandelförmige Faustkeil spitz aus.
Beidflächig bearbeitet sind nur die oberen zwei Drittel der Längskanten sowie die gerundete Spitze. Die Retuschierung greift nur geringfügig von den Kanten in die Flächen. Da sich Quarz in dieser schlechten Qualität nur schwer bearbeiten ließ, blieben große Teile rauer Spaltflächen zurück. Der Quarz, aus dem das Werkzeug angefertigt wurde, ist rot-bräunlich und grobkörnig. Wahrscheinlich handelte es sich um Flussgeröll. Die nächsten Schotter dieser Art befinden sich 25 km östlich im Rheingebiet.